# له سابلون (متروی پاریس)
له سابلون (فرانسوی: Les Sablons‎) یکی از ایستگاه‌های خط ۱ متروی پاریس است که در منطقه نویی-سور-سن واقع شده و در سال ۱۹۳۷ تأسیس شده‌است. در سال ۲۰۱۹، این ایستگاه از نظر حجم مسافر در بین ۳۰۲ ایستگاه متروی پاریس، رتبه ۵۳ را کسب کرد.

## نگارخانه

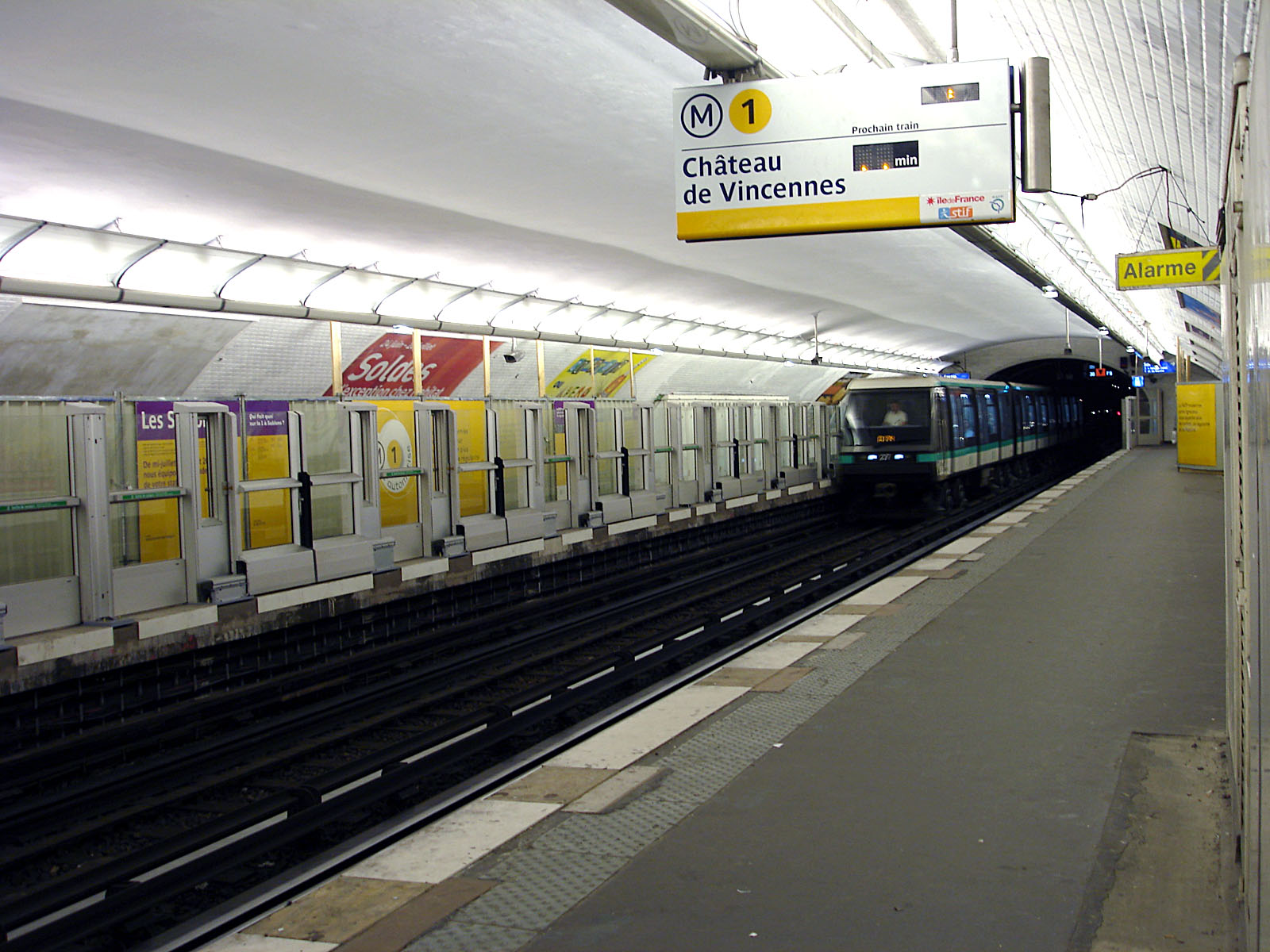
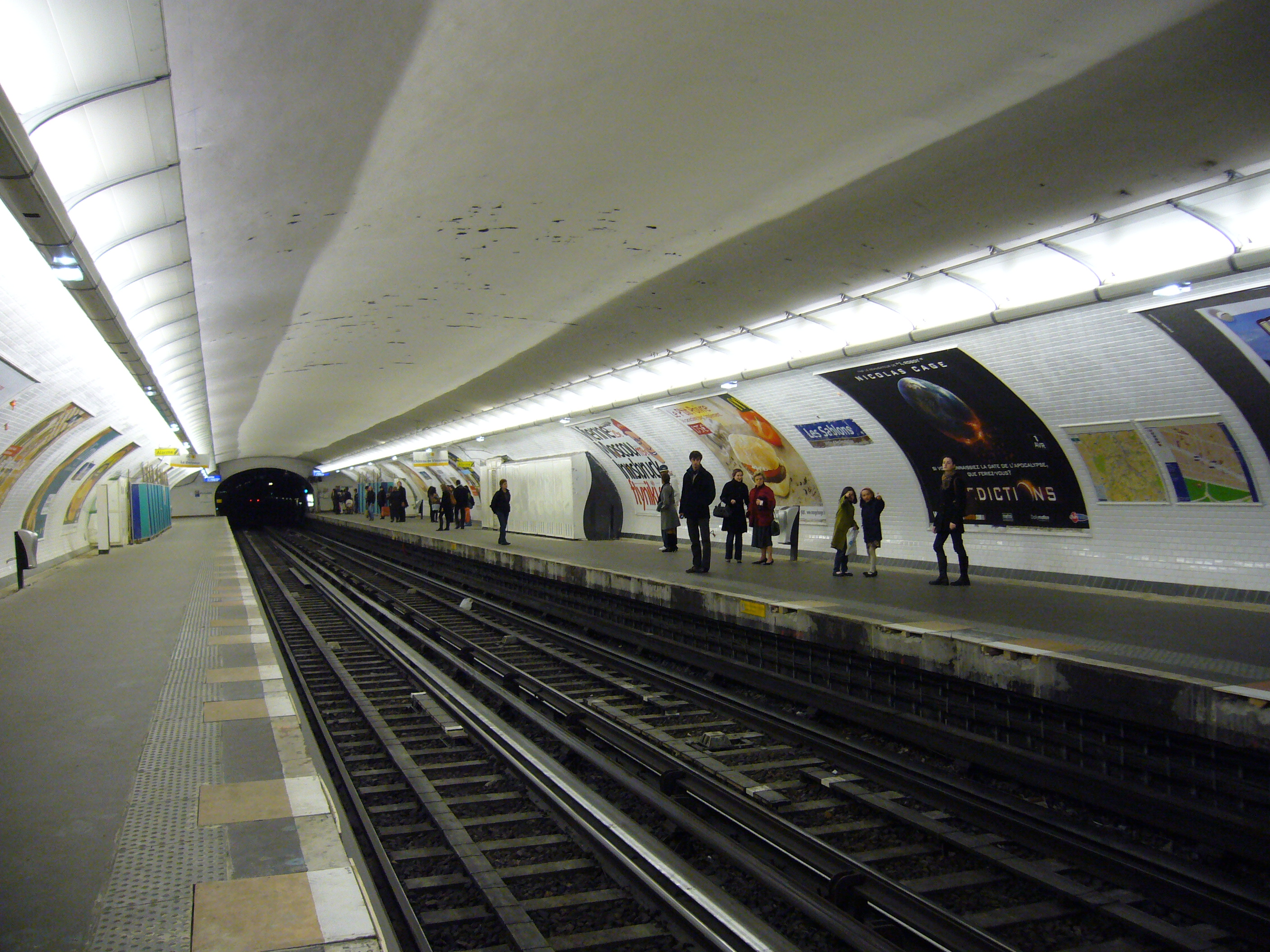